# Leandro Bernardi Silva
Leandro Bernardi Silva, mais conhecido como Leandro Silva (Osasco, 10 de junho de 1979), é um ex-futebolista brasileiro que atuava como zagueiro.

## Carreira
Passou por diversos clubes do Brasil, e alguns de fora do país, até ser contratado pela Ponte Preta, aonde conseguiu o sonhado Acesso à Série A do campeonato Brasileiro.
Devido a boa campanha na Macaca em 2011, Leandro Silva chamou a atenção dos dirigentes do time do Avaí, e sua contratação para a temporada de 2012 foi anunciada em 7 de dezembro de 2011. Sua estreia pelo time, foi contra a Chapecoense na Arena Condá em Chapecó no dia 22 de janeiro de 2012 pelo Campeonato Catarinense. O resultado não foi bom, já que o Avaí saiu derrotado por 1 a 0, apesar de muitas oportunidades de gol perdidas pelo Leão da Ilha.
Acertou, em dezembro de 2013, para a temporada de 2014, com o Paysandu. Leandro teve apenas uma oportunidade de atuar pelo Papão, e ainda na pré-temporada sofreu uma grave lesão no pé direito e ficou afastado por bastante tempo. No dia 30 de junho foi dispensado pelo clube.

## Títulos
Coritiba
- Campeonato Brasileiro - Série B: 2007

Avaí
- Campeonato Catarinense: 2012

### Prêmios individuais
- Seleção do Campeonato Catarinense: 2012